# Tyckeln
Tyckeln är en sjö som delas i sina nordvästra delar, två vikar, med Härjedalens kommun och är belägen mest i Ljusdals kommun inom Orsa Finnmark i landskapet Dalarna och ingår i Ljusnans huvudavrinningsområde. Sjön är 5 meter djup, har en yta på 2,94 kvadratkilometer och befinner sig 405,5 meter över havet. Tyckeln avvattnas av Björnån till Voxnan.

## Delavrinningsområde
Tyckeln ingår i det delavrinningsområde (685761-143644) som SMHI kallar för Utloppet av Tyckeln. Medelhöjden är 421 meter över havet och ytan är 10,69 kvadratkilometer. Räknas de 40 avrinningsområdena uppströms in blir den ackumulerade arean 311,35 kvadratkilometer. Voxnan som avvattnar avrinningsområdet har biflödesordning 2, vilket innebär att vattnet flödar genom totalt 2 vattendrag innan det når havet efter 213 kilometer. Avrinningsområdet består mestadels av skog (42 procent) och sankmarker (24 procent). Avrinningsområdet har 3,02 kvadratkilometer vattenytor vilket ger det en sjöprocent på 28,2 procent.